# دوغلاس إل. ويلسون
دوغلاس إل. ويلسون (بالإنجليزية: Douglas L. Wilson)‏ هو مؤرخ أمريكي، ولد في 10 نوفمبر 1935.